# تکس هلدینگ
تکس هلدینگ (انگلیسی: Tex Holdings) شرکت ساخت‌وساز بریتانیایی است، که در سال ۱۹۸۰ تأسیس شد.